# Isotima emaculata
Isotima emaculata är en stekelart som beskrevs av Jonathan 1980. Isotima emaculata ingår i släktet Isotima och familjen brokparasitsteklar. Inga underarter finns listade i Catalogue of Life.